# ماكسيميليانو فيلازكيز
ماكسيميليانو فيلازكيز (بالإسبانية: Maximiliano Velázquez)‏ هو لاعب كرة قدم أرجنتيني في مركز الدفاع، ولد في 12 سبتمبر 1980 في مدينة كونسبسيون ديل أوروغواي في الأرجنتين. لعب مع إنديبندينتي وتاليريس كوردوبا وفيرو كاريل أويستي ونادي لانوس.

## وصلات خارجية
- ماكسيميليانو فيلازكيز على موقع Soccerway.com (الإنجليزية)